# ОРК Напредак
Омладински рукометни клуб Напредак је рукометни клуб из Крушевца, Србија. Клуб је основан 1951. и тренутно се такмичи у Суперлиги Србије.

## Историја
Клуб је основан 1951. под именом „ОРК 14. октобар“ и то име је носио све до 1978. када га мења у „ОРК Напредак“.
Успон Напретка почиње крајем 1980-их. Јуниорски тим 1987. био је првак Србије, а потом је био трећи на Првенству Југославије. Сениорски тим је 1988. играо финале Купа Србије, на путу до финала побеђивао је Партизан, Црвену звезду, Шамот, а у финалу је поражен од нишког Железничара након продужетака.
У сезони 2001/02. клуб осваја прво место у Првој лиги и улази у Суперлигу. Напредак прву сезону у Суперлиги завршава на средини табеле, а у сезони 2003/04. ипак испада у нижи ранг. Наредних седам сезона клуб се такмичио у Првој лиги (другом рангу), од 2004/05. до 2010/11.
Напредак је у сезони 2010/11. заузео 4. место у Првој лиги Србије, а након што је Врање одустало од учешћа у Суперлиги, Напредак и Спартак Војпут из Суботице су играли бараж за пласман у Суперлигу, али је Напредак био успешнији и након неколико сезона се вратио у елитни ранг.

## Новији резултати
| Сезона   | Ранг | Лига             | Позиција | ИГ | Д  | Н | П  | ГД  | ГП  | ГР  | Бод |
| -------- | ---- | ---------------- | -------- | -- | -- | - | -- | --- | --- | --- | --- |
| 2007/08. | 2    | Прва лига Србије | 8.       | 30 | 11 | 6 | 13 | 891 | 919 | -28 | 28  |
| 2008/09. | 2    | Прва лига Србије | 14.      | 30 | 12 | 2 | 16 | 881 | 888 | -7  | 26  |
| 2009/10. | 2    | Прва лига Србије | 7.       | 26 | 10 | 4 | 12 | 722 | 708 | +14 | 24  |
| 2010/11. | 2    | Прва лига Србије | 4.       | 28 | 19 | 3 | 6  | 807 | 719 | +88 | 41  |
| 2011/12. | 1    | Суперлига Србије | 7.       | 30 | 13 | 4 | 13 | 793 | 804 | -11 | 30  |